# August Holmström

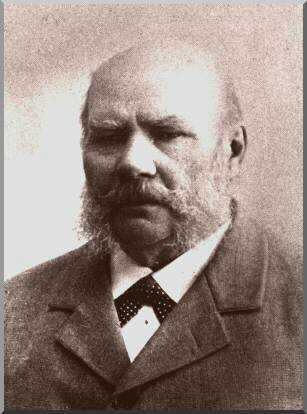
August Holmström

August Holmström (* 1829 in Helsinki, Finnland; † 1903) oder August Wilhelm Holmström war ein finnischer Goldschmiedemeister deutscher Herkunft.
Er ging im Jahr 1850 bei dem Goldschmied Herold in die Lehre, legte 1857 seine Meisterprüfung ab und gründete eine eigene Werkstatt. Im gleichen Jahr übernahm er die Leitung der Werkstatt von Gustave Fabergé in Sankt Petersburg, unter dessen Sohn Carl Peter Fabergé das Unternehmen weltweit berühmt und Hoflieferant der Zaren wurde.
Neben mindestens zwei der kaiserlichen Fabergé-Eier, dem Uhr-Ei (1887) und dem Diamantenflechtwerk-Ei (1892) schuf er eine breite Palette von qualitätvollen, exklusiven und hochwertigen Schmuckstücken und -gegenständen wie Zigarettenetuis. Des Weiteren fertigte er die Miniaturrepliken der kaiserlichen Kronjuwelen Russlands, welche im Jahr 1900 auf der Weltausstellung in Paris gezeigt wurden und sich heute in der Eremitage in Sankt Petersburg befinden.
Holmströms Nachkommen traten ebenfalls in das Unternehmen ein. Sein Sohn Albert folgte ihm an der Spitze der Werkstatt. Seine Tochter Fanny Florentina (1869–1903) heiratete den bei Fabergé beschäftigten finnländischen Goldschmiedemeister Knut Oskar Pihl (1860–1897). Seine Enkelin Alma Theresia Pihl (1888–1976) war ab 1911 als Schmuckdesignerin an der Seite ihres Onkels Albert bei Fabergé tätig.

## Werk

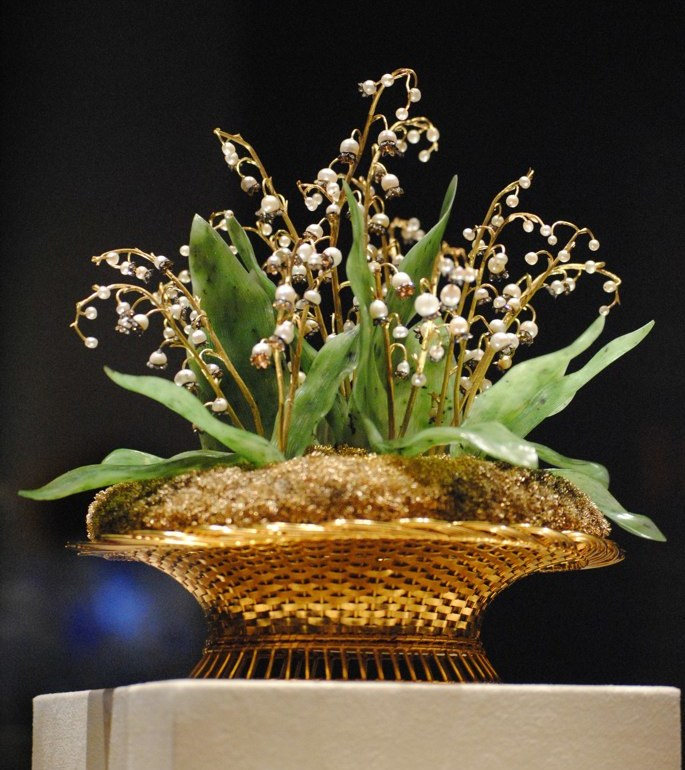
Kaiserlicher Maiglöckchenkorb, Fabergé, 1896

Die Namen von Fabergé und den für ihn tätigen Goldschmiede blieben in Deutschland – im Gegensatz zu Frankreich, England und den USA – der breiten Öffentlichkeit bis in jüngerer Zeit weitgehend unbekannt. Die kostbaren unter dem Namen Fabergé geschaffenen Goldschmiedearbeiten waren einer reichen Kundschaft vorbehalten und beliebte Weihnachts-, Oster-, Geburtstags- und Namenstagsgeschenke aristokratischer Kreise. Noch heute befinden sie sich größtenteils in Privatsammlungen.
- 1892: Diamantenflechtwerk-Ei (Diamantgitter-Ei) für Fabergé; Geschenk von Zar Alexander III. an seine Gemahlin Maria Fjodorowna; Verbleib des Eis: McFerrin Collection, Houston, USA, Verbleib der Überraschung: Royal Collection HM King Charles III., London, UK
- 1896: Maiglöckchenkorb für Fabergé (nicht zu verwechseln mit dem Maiglöckchen-Ei von 1898); Verbleib: Metropolitan Museum of Art, New York City, USA
- vor 1900: Repliken der kaiserlichen Kronjuwelen Russlands (Sankt Petersburg, Eremitage)